# شیخ‌محمود، نخجوان
شیخ‌محمود، نخجوان (به ترکی آذربایجانی: Şıxmahmud) یک منطقهٔ مسکونی در جمهوری آذربایجان است که در شهرستان بابک واقع شده‌است. شیخ‌محمود ۲٬۸۳۹ نفر جمعیت دارد.